# 小阿特拉斯山脈

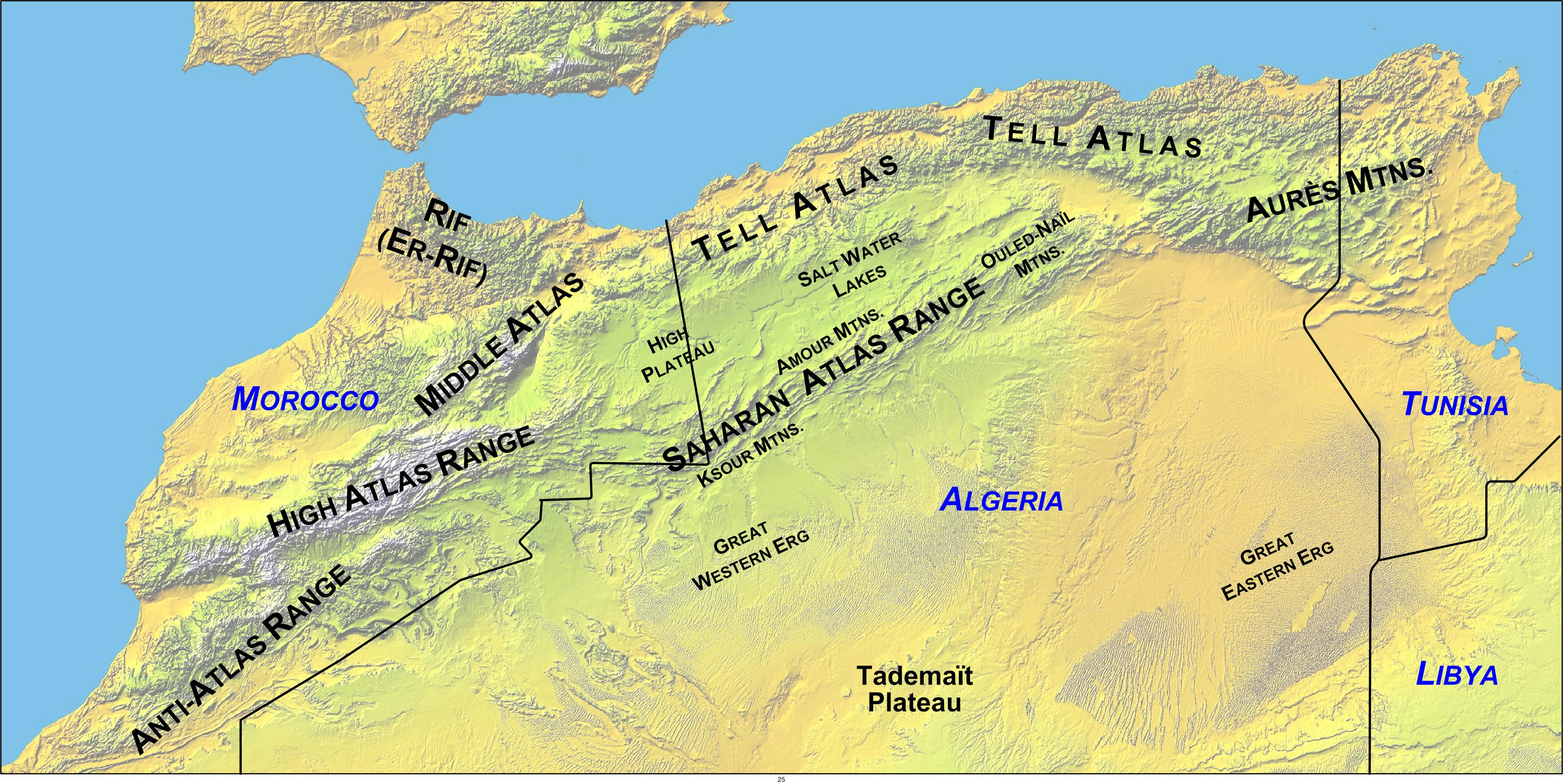

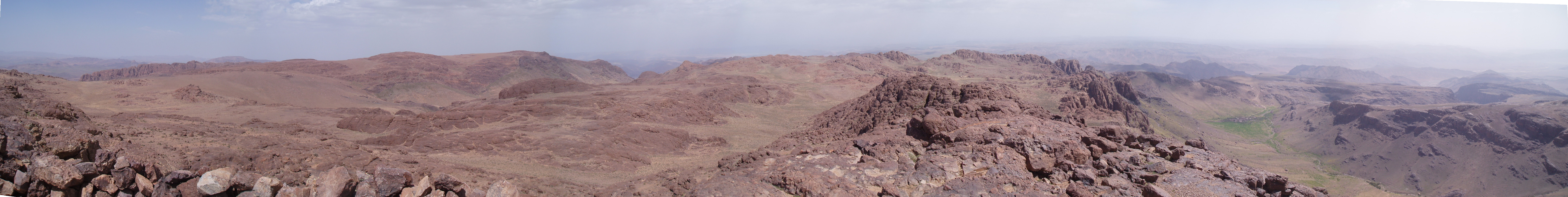

小阿特拉斯山脈是摩洛哥的山脈，屬於阿特拉斯山脈的一部分，全長500至600公里，最高點海拔高度3,304米，山體在3億年前形成，每年平均降雨量少於200毫米。
30°00′N 8°30′W / 30.000°N 8.500°W